# 毛叶薹草
毛叶薹草（学名：Carex eriophylla）为莎草科薹草属的植物。分布在俄罗斯远东地区、朝鲜以及中国大陆的黑龙江、吉林等地，常生长在河边、湖岸边湿地以及沼泽地，目前尚未由人工引种栽培。